# Црква Свете Петке у Остри
Црква Свете Петке у Остри, насељеном месту на територији града Чачка, припада Епархији жичкој Српске православне цркве.
Црква посвећена Светој Петки, припада црквеној општини Мрчајевци, није још освећена и налази се у изградњи.